# Kirklevington
Kirklevington är en ort och civil parish i Storbritannien.. Den ligger i kommunen Borough of Stockton-on-Tees i grevskapet North Yorkshire i riksdelen England, i den centrala delen av landet, 300 km norr om huvudstaden London.